# Metapleural gland
Tuyến màng phổi (thường được gọi là metasternal hoặc metathoracic glands) chỉ xảy ra với kiến một năm. Chúng sản xuất và tiết ra kháng sinh trên bề mặt bộ xương ngoài của kiến, giúp ngăn ngừa vi khuẩn CủA tăng trưởng, bào tử nấm và hạt phấn hoa [Mơ Hồ]
Có thể các tuyến siêu âm nhỏ hoặc không hiệu quả năm một số kiến (ví dụ: atta. Bisphaerica và A. capiguara) là lý do chúng khó có thể bị giam cầm trong năm không gặp khó khăn.